# Rezolucija Vijeća sigurnosti UN-a 988
Rezolucijom Vijeća sigurnosti UN-a 988, usvojenom 21. travnja 1995., nakon ponovnog potvrđivanja svih rezolucija o situaciji u bivšoj Jugoslaviji, posebno rezolucija 943 (1994.) i 970 (1995.), Vijeće je primilo na znanje mjere Savezne Republike Jugoslavije (Srbija i Crna Gora) na nastavku zatvaranja granice s Bosnom i Hercegovinom i stoga produljilo djelomičnu suspenziju sankcije Srbiji i Crnoj Gori na daljnjih 75 dana do 5. srpnja 1995. 
Iako je granica između dviju zemalja ostala zatvorena, Vijeće je primijetilo da su neki helikopteri vjerojatno prešli granicu i da to istražuje misija Međunarodne konferencije o bivšoj Jugoslaviji (ICFY).
Vijeće sigurnosti potvrdilo je da će mjere iz Rezolucije 943 biti suspendirane do 5. srpnja 1995. Dodatno gorivo osim trenutnih potreba za let ili putovanje trajektom nije bilo dopušteno osim ako nije odobreno odborom iz Rezolucije 724 (1992.). Sve zemlje pozvane su na poštivanje suvereniteta, teritorijalnog integriteta i međunarodnih granica zemalja u regiji. Države članice također su morale ojačati misiju ICFY stavljanjem na raspolaganje dodatnih resursa. Srbija i Crna Gora pozvane su na suradnju s misijom i istragom o letovima helikoptera te na obnovu komunikacijskih veza između nje i područja Bosne i Hercegovine pod kontrolom bosanskih Srba.
Povjerenstvo je pozvano da da prednost zahtjevima za humanitarnu pomoć. Od glavnog tajnika Butrosa Butros-Galija zatraženo je da svakih 30 dana izvještava o pitanjima koja se odnose na zatvaranje granice i da se sve relevantne rezolucije provode. U slučaju da se ne provodi, suspenzija bi bila prekinuta peti radni dan nakon izvješća glavnog tajnika.
Rezolucija 988 usvojena je s 13 glasova za, niti jednim protiv, te 2 suzdržana glasa Kine i Rusije.

## Vanjske poveznice
| Wikizvor | Engleski Wikizvor ima izvorni tekst na temu: United Nations Security Council Resolution 988 |

- Zapisnici Međunarodne konferencije o bivšoj Jugoslaviji (ICFY) (1992.-1993.)  Arhivirana inačica izvorne stranice od 24. rujna 2023. (Wayback Machine) u arhivu Ujedinjenih naroda
- Tekst Rezolucije na undocs.org